# Arron Banks
Pour les articles homonymes, voir Banks.
Arron Fraser Andrew Banks ou Arron Banks (né en mars 1966 est un homme d'affaires britannique ayant fait fortune dans le domaine des assurances et copropriétaire de mines de diamants en Afrique du Sud. Europhobe, il devient dans les années 2010 donateur politique majeur du parti conservateur puis de l'extrême droite anglaise (Parti pour l'indépendance du Royaume-Uni dit UKIP), et il aide grandement Nigel Farage à faire campagne pour que la Grande-Bretagne quitte l'Union européenne. Il détient le record du « plus grand donateur financier de l'histoire politique britannique ».
Banks cofonde en juillet 2015, avec Richard Tice, le parti pro-Brexit Leave.EU. Ce groupe n'est pas retenu comme parti officiel de la campagne Pro-Brexit par la Commission électorale (c'est Vote Leave qui sera choisi). Mais sa forte présence et sa capacité à cibler les électeurs potentiels sur les réseaux sociaux ont sans doute eu un rôle décisif dans le vote des Britanniques pour le Brexit. En 2018, ce groupe affirmait réunir 90 000 membres et être suivi par 1,4 million d'abonnés sur les réseaux sociaux et selon Banks une vidéo de Leave.EU a eu 14 millions de vues et les statistiques de campagne indiqueraient que son organisation a eu plus d'écho sur les médias sociaux que les travaillistes, conservateurs et libéraux réunis.
Banks aurait versé plus de 8 millions de livres sterling à la campagne du Leave (c’est-à-dire pro-Brexit), soit un million de plus que le plafond autorisé pour un seul parti de campagne. Une commission parlementaire évoquait 9,6 millions de livres mi-2018. Une autre estimation est de 12 millions de livres sterling, en argent et valeur de services, apporté à cette campagne. Dans tous les cas, il est le plus grand donateur politique de l'histoire du Royaume-Uni.
En novembre 2018, la National Crime Agency (NCA) ouvre une enquête criminelle à son encontre, en raison de préoccupations quant aux origines de cet argent (société offshore et argent russe ont été évoqués). En septembre 2019, la NCA, faute de « preuve que des infractions pénales aient été commises», abandonne ses enquêtes sur Banks d'une part, et sur Leave.EU d'autre part.
Des soupçons de corruption ou de collusion avec la Russie, ont pour origine plusieurs réunions ayant eu lieu entre Banks avec des représentants de l'ambassade de Russie au Royaume-Uni à l'approche du référendum sur le Brexit. Il se serait vu offrir à ces occasions des opportunités d'affaires en Russie,. Niant tout acte répréhensible, il a déclaré: « Il n'y a pas eu d'argent russe ni aucune ingérence d'aucune sorte ». En mai 2020, la Commission électorale anglaise dit ne pas avoir trouvé de preuves d'infraction à la loi électorale durant de la campagne référendaire de 2016 qui a conduit au Brexit. Banks se déclare « complètement blanchi » (« completely vindicated ») après avoir dit-il conclu un accord avec la Commission électorale.
Fin 2016, il fait paraitre un livre jouant de son image de mauvais-garçon. Intitulé The Bad Boys of Brexit : Tales of Mischief, Mayhem & Guerrilla Warfare in the EU Referendum Campaign (Les mauvais garçons du Brexit : récits de méfaits, de chaos et de guérilla dans la campagne référendaire de l'UE), il a été rédigé dans le style d'un journal intime par une journaliste politique : Isabel Oakeshott (connue pour être pro-Brexit),. Arron Banks semble être à l'origine du qualificatif autoproclamé de « Bad boy » qui s'est étendu à certains brexiters et outre-atlantique à Trump, aux trumpistes et à Bolsonaro, qui semblent tous avoir tenté de fausser les votes en leur faveur, en appliquant au big data des moyens d'intelligence artificielle. En 2021, ces bad-boys sont mis en difficulté par la défaite de Trump et le scandale Facebook-Cambridge Analytica/AggregateIQ.
Banks a affirmé qu'il a été suspendu de l'UKIP en mars 2017, selon l'UKIP c'est son adhésion qui avait expiré.

## Jeunesse
Né à Cheshire (Angleterre) Banks a été élevé par sa mère à Basingstoke, dans le Hampshire pendant que son père était directeur de plantations de canne à sucre dans divers pays africains.
À 13 ans, il est inscrit dans un pensionnat du Berkshire « Crookham Court ». Il en est expulsé pour « accumulation d'infractions » (dont vente de plomb volé sur les toits des bâtiments de l'école et pour « extrême mauvaise conduite » [high-spirited bad behaviour]).
Ses parents l'inscrivent ensuite à l'école St Bartholomew à Newbury ; il en est aussi expulsé.
Il rentre alors à Basingstoke, où commencé à vendre des peintures, des aspirateurs, puis des maisons,.

## Carrière dans les affaires
Banks a débuté sur le marché de l'assurance à la Lloyd's de Londres. Selon The Guardian, à 27 ans, il aurait supervisé une division de Norwich Union, et il aurait passé un an à travailler pour Berkshire Hathaway, la société d'investissement de Warren Buffett. Mais Norwich Union et Warren Buffett nient que Banks ait jamais travaillé pour eux.
Puis, dans bureau, au-dessus d'une boulangerie à Thornbury, dans le Gloucestershire, Banks crée une société de courtage en assurance moto, Motorcycle Direct. Après quelques années, l'entreprise pouvait être vendue « quelques millions ». Avec cet argent il fonde Commercial Vehicle Direct, dont il dit : « en très peu de temps, nous étions la plus grande compagnie d'assurance de fourgonnettes du pays »,. En sept ans, avec un partenaire commercial australien (John Gannon), Banks étend cette activité pour devenir « Group Direct Limited », et en 2008, la société a été introduite par le biais d'une prise de contrôle inversée sous le nom de Brightside Group. Il en a été le PDG de juin 2011 à juin 2012, date à laquelle la société a été cotée sur l'Alternative Investment Market (AIM),,.
Banks est licencié de la société (en 2012). Il vend alors pour 6 millions de livres d'actions (en 2013), et reçoit bien plus quand la société d'investissement « AnaCap Financial Partners » rachète « Brightside » l'année suivante.
En 2014, Banks est PDG de « Southern Rock Insurance Company », qui souscrit des polices d'assurance pour le site Web « GoSkippy.com », fondé par Banks,. Après le départ de Banks, « Brightside » a intenté une action en justice contre lui, alléguant qu'il a utilisé des informations confidentielles pour créer une société concurrente (« GoSkippy.com ») six mois plus tard. Il y a également eu des poursuites judiciaires entre « Southern Rock » et « Brightside »,.
D'avril 2008 à février 2009, Banks a aussi été PDG de « Manx Financial Group », coté à l'AIM.
Selon les registres de la Companies House du Royaume-Uni, Banks a créé 37 sociétés différentes, en utilisant fréquemment de légères variations de son nom. Les noms utilisés par Banks ont été Aron Fraser Andrew Banks, Arron Andrew Fraser Banks, Arron Fraser Andrew Banks et Arron Banks. Les profils des trois premiers noms utilisent tous la même date de naissance mais enregistrent des listes d'entreprises différentes. The Guardian l'a interrogé à ce sujet, mais il a refusé de répondre.
Banks possèdent aussi Eldon Insurance, dont la PDG, Elizabeth Bilney sera responsable du parti pro-Brexit Leave.EU.
En janvier 2015, la richesse de Banks était estimée à 100 millions de livres sterling. Et 250 millions de livres sterling étaient évoqués en novembre 2017.
En 2016, Banks achète Old Down Manor au musicien Mike Oldfield, convertissant le manoir en lieu de mariage.

### Banks, propriétaire minier
Arron Banks détient une propriété en Afrique du sud, et des intérêts miniers (mines de diamants).
Il reconnait une participation majoritaire dans une mine de diamant à Kimberley, en Afrique du Sud.
Il est enregistré en Afrique du Sud comme mandataire de « New Rush Diamonds Pty Ltd » (avec James Pryor, le député IFP Eric James Lucas et Jonathan Ian Banks, enregistrés à une adresse de Kimberley).

Ces quatre personnes sont aussi directeurs de « Kophia Diamonds Pty Ltd » autre société, enregistrée elle à une adresse de Pretoria). James Pryor, né en Afrique du Sud, a été conseiller de l'ancien président Frederik de Klerk, mais aussi de Margaret Thatcher. Jonathan Ian Banks (né en février 1969) est répertorié par Bloomberg comme «avocat interne de la Standard Chartered Bank à Hong Kong, ayant travaillé en pratique privée chez Lovells, en Angleterre et à Hong Kong. Il a rejoint « Group Direct Limited », plus tard il a fait partie de « Brightside Group PLC » (en tant que Group Legal Counsel en 2006, où il a aidé à l'introduction en bourse de « Brightside ». Il a aussi travaillé pour SRICL et « Rock Group » (qu’il a rejoint en 2013). Tout en résidant à Hong Kong, il est solictor et codirecteur d’ « ICS RISK SOLUTIONS LIMITED » (avec BILNEY, Elizabeth, MARSHALL, Alison et REVILL, Timothy John, depuis le 29 juin 2018, à Lysander House à Bristol, qui serait une filiale crée le 15 janvier 2018 avec le même nom que sa société mère ICS RISK SOLUTIONS LIMITED.
Arron Banks détient aussi une licence d'exploitation minière au Lesotho,.
Selon Banks, la mine de diamant qu’il y détient pourrait être « le fer de lance de la renaissance de l'industrie du diamant du royaume ». Sur le site internet Economic Voice (site Web géré par un ancien candidat d'Ukip) il affirme que « La zone entourant la dernière découverte a déjà produit certaines des pierres les plus belles et les plus claires du monde (…) A en juger par notre exploration initiale, je suis convaincu qu'il ne faudra pas longtemps avant que nous trouvions de gros diamants similaires ». Mais selon « Source Material » et « OpenDemocracy » qui ont enquêté sur cette mine et un expert du sujet, Banks aurait pu fortement en exagérer la valeur de son site qui contient probablement très peu de diamants.

Ces observateurs notent en outre que tous les administrateurs de sa société sont liés aux politiciens que Banks conseille, et que leur parti a accepté au moment de la campagne référendaire, un important don de la part de Banks, lequel a aussi soutenu localement financièrement le Parti national basotho (BNP, allié clé du Premier ministre du Lesotho).

### Liens avec des paradis fiscaux, soupçons d'évasion fiscale et de conflits d'intérêts
En 2016, les Panama Papers révèlent que Banks et Elizabeth Bilney sont tous deux actionnaires de PRI Holdings Limited, une société basée dans les Îles Vierges britanniques qui est l'unique actionnaire d'« African Strategic Resources Limited ». Un porte-parole de Banks a nié ces faits.
Il réapparaît un an plus tard, cette fois-ci, dans les révélations des Paradise Papers,N
En juillet 2018, Banks nie que l'argent versé à un ministre du Lesotho était un pot-de-vin (il avait été payé pour garantir les droits d'extraction de diamants au Lesotho). En 2013, Banks a versé 65 000 £ sur le compte bancaire privé de Thesele Maseribane, alors ministre du Lesotho de l'égalité des femmes. Banks a ensuite couvert les 350 000 £ d'une campagne politique pour Maseribane, en 2014, à la suite d'un coup d'État militaire au Lesotho.
Son don initial à l'UKIP attire l'attention des médias, qui notent que Banks a aussi des relations avec des entreprises basées dans deux autres paradis fiscaux : Gibraltar et l'île de Man). Il est aussi impliqué dans l'exploitation minière en Afrique australe, et au Belize il semble être en étroite relation avec la famille du Premier ministre bélizien. Face à des remarques faites par le créateur de The Thick of It, Armando Iannucci, dans l'émission Question Time sur BBC One, Banks a nié posséder une société au Belize et à avoir cherché à éviter les impôts britanniques « via quelque procédé que ce soit ». Jugeant ces remarques « manifestement diffamatoires », il a menacé de poursuivre Iannucci s'il ne s'excusait pas dans la semaine. Son associé Andy Wigmore a été diplomate du Belize (limogé par Boris Johnson dit-il), et a été « ministre du Commerce du Belize à Londres »).
Ses entreprises payent-elles tous leurs impôts sur les sociétés ? Banks a répondu : « J'ai payé plus de 2,5 millions de livres d'impôt sur le revenu l'année dernière. Mon entreprise d'assurance, comme beaucoup d'autres, est basée à Gibraltar, mais j'ai aussi des entreprises britanniques qui traitent avec les clients et paient des impôts comme tout le monde ».
Banks est notamment propriétaire de « Rock Services Ltd. » (dont le nom fait référence au Rock of Gibraltar). Son chiffre d'affaires était de 19,7 millions de livres sterling en 2013, pour à peine 12 000 £ d'impôt sur les sociétés payés. La société a déduit 19,6 millions de livres sterling de « frais administratifs », alors que son activité principale semble être les « échanges de biens et services » auprès de Southern Rock Insurance Company. Southern Rock Insurance déclare sur son site Web souscrire des polices pour les clients de GoSkippy.com (autre entreprise de A. Banks). The Guardian a évoqué un chiffre d'affaires de 21 millions de livres et des dépenses administratives de 19,8 millions de livres pour Rock Services Limited… sans comprendre — selon Banks — que ce chiffre incluait les salaires versés aux employés, les frais de réassureurs et l'argent versés aux fournisseurs, car selon Banks « Rock Services Limited »« est une sorte de société de services qui règle les factures (...) fournit une trésorerie au sein du groupe (...) pour différentes choses ». Banks reconnait qu'il a demandé à Rock Services de verser ou prêter de l'argent à « Better for the Country Limited », qui lui appartient aussi, mais il insiste sur le fait que ce n'est pas lui, mais Rock Services qui a versé l'argent (la commission de députés et la Commission électorale s'interrogeant toutes deux sur le fait qu'il a choisi de transférer de l'argent à Leave.EU via « Better for the Country », peut être pour que « Rock Services Limited » n'apparaisse pas. Le 12 juin 2018, le parlementaire Ian C. Lucas demande à Banks de confirmer qu'il n'avait pas l'approbation de la FCA pour assumer un rôle de cadre opérationnel chez Eldon Insurance Services (et donc pas d'autorité pour transférer d'importantes sommes d'argent). Banks répond : « Je n'ai pas de rôle opérationnel au sein de mes compagnies d'assurances ». Ian C. Lucas enchaine : « Vous n'avez donc pas d'autorité ». Arron Banks répond : « Je n'ai pas de rôle opérationnel au sein de mon activité d'assurance. Ça m'appartient. J'ai un directeur général ».
À la question de Rebecca Pow : « pouvez-vous être tout à fait clair sur le fait que de l'argent provenant de vos intérêts commerciaux à l'étranger n'a jamais fait partie de vos dons politiques? », Arron Banks a répondu « Non ».
Rock Services et la société holding ultime de Southern Rock Insurance est Rock Holdings Ltd, basée sur l'île de Man (hors de l'UE). Banks est aussi actionnaire «substantiel» de « STM Fidecs », dont Leave.EU est une filiale. Or, « STM Fidecs » se présente comme spécialisée dans la « protection internationale des richesses » en maximisant les gains d'efficacité fiscale pour les entrepreneurs et les expatriés et en « structurant les groupes internationaux, en particulier en séparant et en délocalisant les fonctions de propriété intellectuelle et de trésorerie vers des juridictions à faible imposition ou sans imposition ». Banks nie cependant avoir lui-même cherché à éviter de payer des impôts au Royaume-Uni.

## Carrière politique: donations, allégeances
Dans les années 2010, Banks devient un très gros donateur du Parti conservateur. « Avant 2014, M. Banks s'était présenté aux élections d'un conseil local, en tant que candidat du Parti conservateur, à deux reprises au début de la vingtaine. Il avait fait des dons au Parti conservateur, mais pas à la même échelle que son don à l'UKIP, ou des dons ultérieurs à la campagne de congé. Interrogé par Ed Caesar, pour un article dans le New Yorker, il a déclaré avoir donné environ 200 000 £ au Parti conservateur ».
Mais en octobre 2014, il semble changer d'allégeance politique ; il fait un don de 100 000 £ à l'UKIP. En réponse aux commentaires de William Hague selon lesquels Banks n'avait pas été un donateur conservateur majeur ces dernières années et que La Haye n'avait jamais entendu parler de lui, Banks porte son don à l'UKIP à 1 million de livres sterling. L'importance de ce don est médiatisée. Banks dit avoir changé d'allégeance car il était d'accord avec la politique de l'UKIP, et avec son point de vue selon lequel l'Union européenne « retient le Royaume-Uni » parce que c'est un « magasin fermé pour pays en faillite »,. Banks devient la « figure de proue » et la base anti-UE de Leave.EU, (anciennement, Leave.EU Group Ltd, initialement créé en septembre 2015, sous le nom de « TheKnow.EU »), une entité qu'il a cofondé et coprésidé. M. Banks en devient administrateur en janvier 2016 et l'entreprise se rebaptise Leave.EU (en février 2016). « Il s'agissait de la deuxième plus grande campagne pro-Brexit après Vote Leave (...) », que Banks a aussi soutenue, un temps.

Banks a dit vouloir se présenter pour l'UKIP dans la circonscription de Thornbury et Yate aux élections générales de 2015 mais le candidat choisi par le parti a été Russ Martin (arrivé troisième). 
Il annonce ensuite se présenter à Clacton aux élections générales de 2017 contre Douglas Carswell puis abandonne cette idée.
En mai 2015, une société baptisée Better for the Country Ltd (« BFTC ») avait aussi été créée par STM Fidecs, une société basée à Gibraltar « à laquelle M. Banks faisait régulièrement appel quand il souhaitait créer une société. M. Banks est devenu administrateur de BFTC en janvier 2016 et, le 6 avril 2016, a été notifié à Companies House en tant que personne exerçant un contrôle important sur BFTC (...) BFTC n'était pas lui-même un participant à la campagne du référendum de l'UE, mais était un véhicule par lequel les fonds pour Leave.EU étaient administrés. ».
En mars 2017 il clame avoir été suspendu de l'UKIP parce qu'il en aurait critiqué la direction. L'UKIP a répondu que son adhésion avait simplement expiré avant cette date. En mai 2018, il contribue néanmoins à une collecte de fonds pour le Parti unioniste démocrate, aux côtés de Nigel Farage, déclarant qu'il soutiendrait Farage à la candidature du DUP après la fin de son mandat en tant que membre du Parlement européen en 2019.
En août 2018, il tente un retour dans le giron du Parti conservateur, en suggérant aux partisans de Leave.EU de faire de même. Son objectif affiché est de faire de l'entrisme pour pouvoir, à la prochaine élection de la direction du parti, choisir un fervent Brexiter, au cas où Theresa May chargée du Brexit, viendrait à démissionner. Son collègue Andy Wigmore (directeur de la communication de Leave.EU) demande aussi à rejoindre le parti. Après qu'ils ont tous deux reçu un e-mail de bienvenue, le Parti conservateur a refusé leurs candidatures. Un porte-parole du Parti conservateur a déclaré que les courriels de bienvenue étaient automatiques, mais que les candidatures sont ensuite examinées au cas par cas, et qu'elles avaient dans ces cas été rejetées.

### Dons au Parti conservateur
Selon un porte-parole de Nigel Farage, Banks a financé le bureau de Chipping Sodbury pour les conservateurs du sud du Gloucestershire « à hauteur de 250 000 £ ». Mais un porte-parole conservateur a répondu que ce soutien «n'avait rien à voir avec l'ordre de grandeur» réel des sommes, plus « probablement proches de 22 000 £ ».
Une source de l'UKIP a dit au Guardian que Banks a aussi prêté 75 417 £ au parti Conservateur Thornbury and Yate , via « Panacea Finance » (son ancienne société) en septembre 2007, prêt enregistré à la Commission électorale et remboursable avant 2022. Cependant, les registres de la Companies House montrent que Banks avait démissionné de la société en septembre 2005. Le journal The Guardian se demande donc si Banks contrôlait réellement la société à l'époque, ou s'il utilisait la société comme « donateur par procuration ».
Selon le minutes d'un tribunal qui a interrogé Banks lui-même, ce dernier « ne pouvait pas se souvenir du montant qu'il avait donné pour les campagnes pro-Brexit, mais il n'est pas contesté qu'il a contribué dans la région de 8 à 9 millions de livres sterling, dont la majorité a été fournie à Leave.EU, avec le reste étant fourni à Grassroots Out Ltd. et à plusieurs autres campagnes pro-Brexit ».

### Soutien aux organisations eurosceptiques
En octobre 2014, Banks a fait don de 1 million de livres à l'UKIP,, et il aurait finalement levé l'équivalent de 11 millions de dollars pour le parti. Ceci fait de lui, selon un rapport intérimaire sur la « désinformation et les "fausses nouvelles" » publié par la "commission DCMS" (commission du numérique, de la culture, des médias et des sports de la Chambre des communes) le 29 juillet 2019, « semble-t-il, le plus grand donateur individuel de l'histoire politique du Royaume-Uni ».
Le député conservateur William Hague a qualifié Banks de « quelqu'un dont nous n'avions jamais entendu parler » après sa défection à l'UKIP. En réponse, Banks a augmenté son don de 100 000 £ à 1 million £, en disant : « Je me suis levé ce matin avec l'intention de donner 100 000 £ à l'UKIP - puis j'ai entendu le commentaire de M. Hague sur le fait que j'étais un « Mr Personne ». J'ai donc, à la lumière de cela, décidé de donner 1 million de livres sterling », (l'une des plus importantes sommes d'argent jamais reçues par l'UKIP). Banks a aussi largement financé Leave.EU (équivalent de 5 millions de dollars environ, voire beaucoup plus si l'on compte la mise à disposition de son personnel et de ses bases de données de clients) ce qui a fait dire qu'il a été le banquier, ou le bailleur de fonds de la campagne pro-Brexit.
Banks a menacé Douglas Carswell de « désélection » en septembre 2015 lorsqu'il est apparu que Carswell soutenait Vote Leave plutôt que Leave.EU financée par Banks décrivant Carswell, rapporte le Huffington Post, comme « autiste borderline pourteur d'une maladie mentale » (nota : « deselection » en anglais désigne la procédure par laquelle un parti politique retire sa caution et son soutien ou son mandat à l'un de ses élus).
En avril 2016, le journal Private Eye a signalé que Leave.EU « est enregistrée dans le registre de la Companies House par "Better for the Country Ltd" et contrôlée par le principal donateur de l'UKIP, Arron Banks (depuis que la société basée à Gibraltar STM Fidecs Nominees Ltd. lui a transféré ses intérêts en août »..

### Clés de son succès, selon A. Banks
Selon Banks, le succès de Leave.EU dans la victoire du Brexit est notamment dû à :
- l'embauche de Goddard Gunster. Ce lobbyiste américain s'est spécialisé en communication politique lors de référendums. Il avait récemment fait gagner une campagne d'opposition à la taxation des boissons sucrées (que l'on voulait taxer pour lutter contre le diabète, les maladies cardiovasculaires et l'obésité induits par ces boissons). Il a réussi à empêcher la consigne des bouteilles en plastique dans plusieurs États américains. Il a contré (avec d'autres) la tentative de Michael Bloomberg (alors maire de New York), d'interdire la vente de certaines boissons sucrées)}[67]. Il a expliqué que le parti qui ferait le plus appel aux émotions des électeurs l'emporterait. Sa méthode repose sur des recherches qualitatives et quantitatives préalable, et sur l'utilisation des médias sociaux pour diffuser les message pro-Brexit « de manière organique »[67].

- l'adoption (ultérieure) d'une nouvelle « approche médiatique, à l'américaine »[68].

### Soutien au Brexit
Selon Banks (2014), « sur le plan économique, rester dans l'UE n'était pas viable (...)c'est comme avoir un billet de première classe sur le Titanic ».
En mai 2016, il a dit que sa stratégie lors de la campagne du Brexit consistait à « lasser l'électorat », dans l'espoir qu'un faible taux de participation favoriserait le Brexit,.
Il a menacé de poursuivre en justice Vote Leave en tant que porte-parole officiel du vote pro-Brexit, ce qui aurait pu retarder le vote de deux mois, avant d'abandonner ce projet. Banks a aussi affirmé que Vote Leave mentait en affirmant que le Royaume-Uni donnait 350 millions de livres sterling à l'Union européenne, car ce chiffre ne considérait pas le remise que le Royaume-Uni reçoit de l'UE, et que les 350 millions de livres sterling ne sont pas réellement envoyés au siège de l'UE à Bruxelles.
Après que Jo Cox (députée travailliste et compagne du Premier ministre Gordon Brown) soit assassinée par un militant d'extrême droite qui a alors crié « Britain First ! », Banks a commandé un sondage pour savoir si cet assassinat avait modifié les intentions de vote du public, plusieurs études montrant une remontée des voix pour le maintien du pays dans l'Union européenne,,.
La source de l'argent, et d'autres moyens mis à disposition du camp du Brexit, ont suscité des interrogations, telles qu'en novembre 2018 Banks fait l'objet d'une enquête criminelle,.
Après enquête, Channel 4 a montré que Leave.EU, l'organisation de Banks, a produit des images simulants des migrants et de fausses photographies mettant en scène des migrants supposés agresser des femmes. Ces photos n'ont jamais été utilisées, mais une fausse vidéo est devenue virale sur le Net. En retour, à la manière de Donald Trump, Banks accuse les journalistes de Channel 4 News de créer eux-mêmes de "fausses nouvelles". Il a été soupçonné que l'épidémie de "fake news" qui a accompagné les campagnes de Trump et pro-Brexit a été soutenu par la Russie et/ou par SCL Elections et ses filiales Cambridge Analytica/AggregateIQ (mobilisées par Vote Leave, notamment en fin de campagne référendaire).

### Relations avec Cambridge Analytica
Le 10 février 2016 un article du magazine Campaign est consacré à la manière dont Trump a bénéficié de l'analyse du Big-data. Alexander Nix (directeur de Cambridge Analytica) y dit que Cambridge Analytica s'est récemment associé à Leave.EU, le parti de A. Banks « afin de l'aider à mieux comprendre et mieux communiquer avec les électeurs britanniques. Nous avons déjà contribué à dynamiser la campagne de médias sociaux de Leave.EU en veillant à ce que les bons messages parviennent aux bons électeurs en ligne » (affirmation qui sera fermement niée par Banks mi-2018). Nix ajoute que « la page Facebook de la campagne reçoit de plus en plus de soutiens, à hauteur d'environ 3 000 personnes par jour. Tout cela montre que, que vous essayiez de contacter un électeur, de changer les cœurs et les esprits au sujet de l'adhésion de la Grande-Bretagne à l'UE ou de placer un produit, plus vous en saurez sur votre public cible, mieux vous serez en mesure de vous engager, de persuader, de motiver et d'agir ».
De son côté, en avril 2017, Andy Wigmore (proche partenaire de Banks au sein de Leave.EU) tweete : « Vous devriez utiliser Cambridge Analytics - nous pouvons apparemment vivement les recommander », puis il tweete « la campagne Leave.EU apporte des données électorales aux États-Unis et la société de messagerie Cambridge Analytica », laissant penser que Leave.EU travaille avec Cambridge Analytica.
En 2018, une commission parlementaire anglaise enquête sur les manipulations qui ont eu lieu durant la campagne pour le Brexit.
En juin Dominic Cummings (de Vote Leave) y affirme qu'il n'était pas d'accord avec l'utilisation que certaines voulaient faire des données Facebook de Cambridge Analytica. La commission rencontre aussi Alexander Nix. Brittany Kaiser (ancienne responsable de Cambridge Analytica) y dit qu'elle a partagé une plate-forme avec Leave.EU lors du lancement de la campagne référendaire, ajoutant que Cambridge Analytica a été présenté à A. Banks par Steve Bannon (en 2015).
En juin, Banks reconnait ce fait devant la commission : il a, dit-il, rencontré Bannon à deux reprises à Londres, ajoutant que très impliqué dans Breitbart, Bannon connaissait "de très près" Nigel Farage. Banks nie avoir jamais rencontré Robert Mercer, mais reconnait avoir proposé à Cambridge analytica (CA) d'être expert en analyse de données pour Leave.EU : « nous leur avons parlé. Ils nous ont fait un pitch. Je sais que nous ne sommes pas autorisés à parler de la commission électorale, mais je pense que son rapport ne montre aucune preuve que nous avons poursuivi sur ce terrain, et c'est le cas ». Banks dit avoir rencontré CA le 23 octobre 2015 ; puis le 18 novembre 2015 avec une conférence de presse avec Leave.EU. où CA était représentée par Brittany Kaiser) ; puis le 20 novembre 2015 dans les bureaux de Leave.EU à Bristol où CA a présenté ses services, principalement à l'équipe des médias sociaux de Leave.EU. Puis, le 8 janvier 2016 Liz Bilney (de Leave.EU) a rencontré CA à Londres où a été présenté un plan de projet et les coûts associés si Go Movement/Leave.EU décidaient de conserver leurs services. Selon Banks, Liz Bilney a ensuite confirmé à Julian Wheatland que Go Movement/Leave.EU ne souhaitait pas poursuivre la collaboration.
Banks dit qu'il aurait utilisé Cambridge Analytica si Leave.EU avait été officiellement désigné comme le Parti du Pro-Brexit ; il l'a d'ailleurs signalé dans le dossier de candidature de Leave.EU remis à la Commission électorale (Cambridge Analytica est cité comme partenaire stratégique à la section 05.33 du document de demande de désignation soumis à la Commission électorale), mais Banks ajoutera « Les avons-nous embauchés ? Clairement non, car nous ne les avons pas payés ni signé de contrat ».
À la question « Quand avez-vous commencé à discuter avec l'équipe de Cambridge Analytica de la manière dont vous pouviez utiliser les données détenues par votre compagnie d'assurance pour créer des modèles de données? » Banks ne répond pas ; il dit que Leave.EU a « construit une énorme suite de médias sociaux, à la fois sur Facebook et Twitter. Je pense que plus d'un million de personnes nous suivent. Nous avons eu un engagement énorme, mais cela a été généré en interne. Nous n'avons pas utilisé Cambridge Analytica ». Banks dit avoir eu « deux ou trois réunions » avec CA, mais qu'il a considéré qu'il s'agissait trop d'« une agence de publicité qui, c'est ce que je pense, et c'est ce que Nix a dit, a ensuite fait un peu de politique en parallèle ». Andy Wigmore ajoutant : « Tout ce que nous avons fait, c'est appliquer ces connaissances et ce marketing de l'assurance au référendum au départ, à la campagne ».
Banks affirme ne pas connaitre AggregateIQ. Avec Andy Wigmore il affirme n'avoir jamais entendu parler d'une participation d'AggregateIQ lors de leurs réunions avec CA.
Brittany Kaiser a dit à la « J'ai visité le siège d'Eldon Insurance et de Leave.EU, qui se trouvait dans le même bâtiment avec le même personnel. Lorsqu'un data scientist senior et moi avons passé du temps avec leur centre de télésollicitation (phone bank), les utilisateurs du centre de télésollicitation m'ont dit que les personnes qu'ils appelaient provenaient de la base de données des assurances ». Banks dit que Kaiser a menti, et avec Andy Wigmore ils affirment : « Nous n'avons jamais utilisé les données d'assurance ». Le président de la Commission cite un « document de phase I » publié par Brittany Kaiser, contenant trois types d'informations : 1°) venant de l'UKIP, 2°) recueillies par Leave.EU, et 3°) venant d'Eldon Insurance ; Banks dit qu'il était présent à la réunion où ce document a été discuté, avec ses 3 casquettes (d'homme d'affaires, de Leave.EU et de l'UKIP) : « En fait, ce qui s'est passé, c'est quand ils (CA) ont commencé à parler du profilage psychologique, de la façon dont on recherchait un client de niche, immédiatement dans ma tête, le type de processus, l'assurance concerne la manière dont vous ciblez votre produit vers la personne que vous souhaitez cibler. Les trois choses qui m'intéressaient étaient, évidemment, la campagne référendaire, mon entreprise d'assurance - pourraient-ils offrir des services qui allaient dans ce sens? - et troisièmement, avec le chapeau de l'UKIP, serait-ce un outil de messagerie utile pour UKIP? ». Banks et Wigmore affirment ne pas avoir utilisé Cambridge Analytica, mais le président leur fait remarquer qu'Andy Wigmore a dit sur Twitter avoir amené Cambridge Analytica dans la Campagne, et que ça été une bonne décision. De plus, Banks lui-même, dans son livre «Bad Boys of Brexit», évoque l' "embauche de Cambridge Analytica". Quand Christian Matheson demande quelles sont les données que Leave.EU a livré à Cambridge Analytica, Banks répond : « Les seules données qui aient jamais été envoyées à Cambridge Analytica étaient des données UKIP, de leur part, car ils voulaient faire un exercice avec Cambridge Analytica. Je crois comprendre qu'ils ont effectué un travail de cadrage initial, puis ils ont payé une facture de 39 000 £, je pense » (en réalité la facture était de 41 500 £, et plus loin Banks explique avoir avancé l'argent (42 000 £), mais que l'UKIP l'a gardé, en estimant probablement que le travail de CA ne valait pas d'être payé.
Banks dit n'avoir pas eu besoin de Cambridge Analytica car il disposait lui-même déjà d'une équipe spécialisée en publicité créative qui faisait « notre propre type de micro-messages. Je vais vous donner un exemple: nous avons installé une fenêtre qui visait les électeurs verts (...). Ensuite, nous avons examiné, par exemple, les pays africains pauvres qui ne peuvent pas exporter leurs produits au Royaume-Uni, ce que nous ferions donc, c'est cibler des groupes individuels. Nous l'avons fait ». Banks n'a pas précisé comment il a acquis la lise des électeurs verts (l'une des données modélisées par CA à partir des données volées sur Facebook). Banks dit avoir créé au sein de ses bureaux de Bristol, un centre d'appel et un bureau pour Leave.EU, qui a reçu énormément d'appels téléphoniques, à partir du site Web, de Twitter, de Facebook et du reste. Le département créatif créait, presque en temps réel, essentiellement des "tuiles" pour Facebook et Twitter. Andy Wigmore affirme n'avoir eu besoin que de son fichier d'adhérent et de Google Analytics pour identifier la localisation de ses membres, pour cibler sa publicité et pour choisir les lieux où Nigel Farage devrait se rendre.

### Création et diffusion d'infox dans le cadre de la campagne pour le Brexit
Quand le Comité demande si Leave.EU a utilisé des fake-news, Banks répond : « Quand nous avons commencé notre campagne, nous nous sommes rendu compte que pour avoir une part de voix, il fallait être légèrement alternatif, et taquiner les journalistes. Ce sont les gens les plus intelligents et les plus stupides du monde - parce qu'ils sont intelligents - mais ils veulent aussi vraiment croire certaines de ces choses. Nous n'étions pas au-dessus d'utiliser des méthodes alternatives pour faire passer notre message ou conduire les gens sur le chemin du jardin si nous le devions » et Andy Wigmore enchaine « Mais aussi l'élément que nous avons pris en compte dès le début (apporté par Goddard Gunster) est : "Souvenez-vous, les référendums ne concernent pas des faits. C'est une question d'émotion et vous devez puiser dans cette émotion. Peu importe les faits que vous jetez. C'est du bruit blanc pour les gens parce que les gens votent sur quelque chose qu'ils croient et ressentent émotionnellement" ». Selon Banks, il s'agissait pour son équipe « de prendre quelqu'un dont on parlait et de le transformer en matériel pertinent » (pour les réseaux sociaux) ; « Notre talent était de créer des feux de brousse, puis de mettre un grand ventilateur et de faire souffler le ventilateur. Nous étions prêts à le faire et si vous pouviez nous critiquer pour quoi que ce soit - et je suis sûr que vous le feriez - nous avons choisi des sujets et des sujets dont nous savions qu'ils allaient s'envoler (...) la question de l'immigration a été celle qui a déclenché des incendies de forêt (...) Avons-nous parfois un peu exagéré? Probablement. Mais rappelez-vous, on nous a confié la tâche de garder Nigel et UKIP dans le jeu, parce que Vote Leave allait essayer de Tory-iser le tout. », Andy Wigmore ajoutant « (...) lorsque vous regardez ce que le président Trump a fait, il était dans une situation similaire. Personne ne lui prêtait attention. Il savait qu'il allait avoir une énorme bataille contre un dirigeant traditionnel. Comment allait-il attirer l'attention? Plus il était scandaleux, plus il obtenait d'attention; plus il recevait d'attention, plus il était scandaleux. C'est ainsi qu'il a opéré. Il y avait une similitude là-dedans. Je ne m'en excuse absolument pas, car c'était la seule façon dont nous pouvions essayer d'infiltrer les médias grand public et les partis politiques (...) ».

### Période post-Brexit
Interrogé par la Commission à propos d'une éventuelle participation à d'autres campagnes anti-UE dans d'autres pays, Andy Wigmore se souvient que, à une date qu'il a oubliée, Leave.EU a été approché par quelqu'un de France (« je ne me souviens même pas qui (...) Ce n'était rien ; je ne pense même pas les avoir recontactés », a-t-il précisé) mais selon lui Leave.EU n'était pas intéressée pour vendre sa méthode à d'autres personnes. Banks a ajouté qu'avant le référendum, un membre du bureau de Leave.EU est allée voir le Mouvement cinq étoiles en Italie.
- En 2016, peu après le vote du Brexit, Banks a envoyé une note aux journalistes attaquant ses détracteurs. Il y décrit la Commission électorale parlementaire du Royaume-Uni comme « la division légale de la campagne pour le In ». Banks y conteste à nouveau la décision de désigner Vote Leave (plutôt que Leave.EU) comme parti de la campagne officielle pro-Brexit.
La réponse de Banks au commissaire à l'information, qui en 2016 a condamné sa campagne à une amende de 50 000 £ pour avoir envoyé plus d'un demi-million de messages texte non sollicités, était un bref « Quoi qu'il en soit »[97].

- En 2017, Banks a qualifié le vote sur le Brexit d'« une sorte de révolution sans enthousiasme » car, selon lui, Theresa May, qui soutenait le maintien de la Grande-Bretagne dans l'UE, finirait par trahir ceux qui auraient voté pour le Brexit[64].

- Le premier semestre 2017, les bénéfices de sa société Eldon font un bond extraordinaire, grimpant à 16,7 M £, (contre 284 000 £ en 2015 et une perte de 22 500 £ en 2016). Banks affirme avoir dopé l'activité d'Eldon par la même technologie d'Intelligence artificielle (IA) que celle utilisée dans la campagne pour le Brexit, ce qui fait évoquer les méthodes très controversés du groupe SCL et de ses deux sociétés filles : Cambridge Analytica et Aggregate IQ[98].
La holding (offshore) qui contrôle Eldon Insurance est « ICS Risk Solutions », qui finance une grande partie des activités d'Arron Banks, et qui a versé plus de 77 millions de livres sterling en trois ans (de 2015 à 2018) pour soutenir Southern Rock après que les régulateurs de Gibraltar aient constaté que cette entreprise faisait du trading d'assurance alors qu'elle était techniquement elle-même insolvable[99]. Dans le cadre d'un accord avec les régulateurs de Gibraltar, Banks a démissionné de ses mandats d'administrateur d'Eldon en 2013 et de Southern Rock en 2014, acceptant en outre une « période d'interdiction ou d'auto-exclusion de ses autres mandats d'administrateur d'assurances »[100].

- En novembre 2017, la Commission électorale a annoncé enquêter sur la question de savoir si les règles électorales avaient été enfreintes lors du référendum de l'UE, avec des dons d'une valeur totale de 8,4 millions de livres sterling à l'organisation politique Leave.EU (créé par Banks et par Better for the Country Ltd, une société dont Banks est le dirigeant enregistré)[101],[102].

- En 2018, la divulgation de centaines de courriels (dite affaire Bristol Cable), une enquête faite par OpenDemocracy et les témoignages de plusieurs lanceurs d'alerte (avec parmi eux des employés d'Eldon Insurance et de Rock Services qui travaillaient au siège de Banks à Bristol durant sa campagne pour le Brexit) montrent qu'Arron Banks a menti à la Commission de députés chargés d'enquêter sur les fausses informations et la désinformation qui ont affecté, voire faussée la campagne référendaire (commission présidée par Damian Collins)[63]. Banks avait plusieurs fois (de même que son collègue Andy Wigmore) affirmé, dont en juin 2018 aux députés[83], que ses activités d'assureur, et sa campagne politique étaient restés strictement distinctes[63].
En réalité, à l'approche de la fin du référendum de 2016, Banks a (« fréquemment ») demandé à une partie du personnel de ses sociétés d'assurance de travailler (contre leur gré parfois) pour la campagne pro-Brexit[63]. Damian Collins a dit que « si les employés d'Eldon étaient payés pour travailler sur la campagne, cela aurait dû être une dépense déclarée[63]. Nous lui avons demandé directement s'il avait utilisé ses employés d'assurance pour travailler sur les campagnes et il a répondu que non ». La loi électorale britannique interdit aux campagnes (qui ont chacune un plafond de financement) de se coordonner ou même de « travailler ensemble » à moins qu'elles ne déclarent leurs dépenses conjointement[63]. Or le personnel des assurances de Banks basé à Bristol travaillait fréquemment non seulement pour Leave.EU, mais également pour d'autres campagnes sur le Brexit, sans que ceci ait été déclaré à la Commission électorale. Selon ces nouveaux témoignages et preuves, le personnel d'Eldon et de Leave.EU (au siège de Bristol) ont en outre aussi et dans le même temps travaillé pour l'UKIP[63]. Le bureau de Leave.EU a même été représenté comme un centre d'affiliation de l'UKIP dans un magazine du parti… alors que Banks a dit au Parlement en juin 2018 qu'il « n'avait jamais joué un rôle » dans l'UKIP[63]. Cette mise à disposition de moyens humains, financiers et techniques d'une entreprise privée à des partis et intérêts politiques, dans le cadre d'un référendum officiel, évoque un détournement de biens sociaux[63]. Enfin, les mêmes lanceurs d'alerte notent que Banks lors de cette campagne a rassemblé les données sensibles sur des dizaines de millions d'électeurs britanniques, via le registre électoral britannique. D'anciens employés de cette campagne ne sont pas certains que ces données aient été détruites après le référendum (comme l'exige la loi électorale britannique)[63].
La presse et OpenDemocracy révèlent en outre à cette occasion que Banks n'a même pas attendu le début de la campagne pour financer le Brexit : Better for the Country avait déjà dépensé 1,5 million de livres sterling en décembre 2015 en faveur du Brexit, deux mois avant l'annonce même de la date du référendum[63].
Banks n'hésite pas exercer une pression sociale sur les enquêteurs. Par exemple, à l'automne 2018, il a écrit à tous les ménages de la circonscription du député Damian Collins (chargé de l'enquête parlementaire sur les « fake news ») en cherchant à disqualifier son travail et en qualifiant Collins de « serpent dans l'herbe » et de « honte », ceci après que la Commission d'enquête présidée par Collins ait publié le témoignage de Brittany Kaiser (anciennement cadre de Cambridge Analytica), sur la manière dont, selon elle, les employés de Leave.EU utilisaient les données personnelles détenues par l'assurance Eldon pour cibler les électeurs, et après que Collins ait demandé une enquête sur une éventuelle ingérence de la Russie dans le référendum sur le Brexit, et alors que Robert Mueller III menait une telle enquête aux États-Unis[63].

- En 2018, Opendemocracy rappelle que Leave.EU a été condamné à une amende (70 000 £)[103] pour avoir enfreint la loi électorale britannique lors de sa campagne pro-Brexit, et que la Commission électorale, qui n'a pas autorité pour enquêter hors de sa juridiction (sur Aggregate IQ situé au Canada par exemple), ni hors de son champ de compétence (ex. : sur les sources de financements de Leave.EU ou d'éventuels abus de biens sociaux) avait renvoyée à la police le dossier pour complément d'enquête. OpenDemocracy a révélé que la police du Met n'avait en 2018 pas encore ouvert d'enquête sur Leave.EU ni d'ailleurs sur Vote Leave[63].

- En 2019, La NCA (National Crime Agency) classe sans suites l'enquête qu'elle avait rouverte sur Leave.EU, Arron Banks et Elizabeth Bilney et d'autres personnes et entités (à la suite de la transmission de documents provenant d'une deuxième enquête de la Commission électorale), au motif que Banks n'était pas « personnellement » la source des 8 millions de livres sterling donnés à Leave.EU[104], et faute de preuve d'illégalité. La NCA ne prendra donc aucune autre mesure contre M. Banks, Mme Bilney, Better for the Country Ltd ou contre Leave.EU relativement à cette question spécifique[105].

- Arron Banks a fait don de près d'un million de livres sterling à l'UKIP d'octobre 2014 à mars 2015, pour faire advenir le Brexit[106]. Il a ensuite cherché à utiliser la législation européenne sur les droits de l'homme pour éviter d'avoir à payer une facture fiscale de 162 000 £ (échue selon le HMRC (HM Revenue and Customs) dans le cadre de l'impôt sur les successions et sur ses dons politiques faits à UKIP[106]. Il arguait que la loi sur les droits de succession était discriminatoire au regard de la Convention européenne des droits de l'homme (CEDH) et que taxer son don violait son droit - et celui d'Ukip - à la liberté d'expression et à la liberté de réunion protégée par cette convention. Mais la Cour supérieure anglaise a confirmé que seuls les dons aux partis politiques ayant eu deux députés élus lors des précédentes élections générales, ou un député élu et un total de 150 000 voix, sont exonérés des droits de succession[106]. Or l'UKIP n'a reçu que 919 471 voix au Royaume-Uni en 2010, et n'a envoyé qu'un unique député à la Chambre des communes, ce pourquoi le HMRC a facturé 162 945,34 £ à Banks. Ce dernier a contesté la décision, en estimant que tous les dons politiques devraient être exonérés des droits de succession à la fois au regard des droits de l'homme et du droit de l'UE qui était en vigueur au Royaume-Uni au moment du don.
En novembre 2018 sa contestation a été refusée en première instance[106]. Banks a alors porté l'affaire devant la juridiction supérieure[106]. 
Elle a aussi rejeté son appel, jugeant d'une part que Banks n'a pas fait l'objet d'une discrimination au regard du droit européen des droits de l'homme, et d'autre part que les dispositions de la Loi sur les droits de succession étaient proportionnées à la poursuite d'un « objectif rationnel et légitime », à savoir « accorder un allégement fiscal sur les dons aux partis politiques qui participent à la démocratie parlementaire en étant représentés à la Chambre des communes », ajoutant que « L'existence d'une charge fiscale ne restreint manifestement pas l'expression de toute opinion ou la capacité de s'associer, que ce soit avec Ukip ou n'importe qui d'autre »[106].

### Possibilité de «Momentum de droite»
En septembre 2016, après avoir déclaré que l'UKIP se noiera si Diane James n'en devient pas leader, il a dit qu'il quitterait l'UKIP si Steven Woolfe était empêché de se présenter aux postes de leader, et si deux autres membres seniors restent dans le parti : « Si Neil Hamilton et Douglas Carswell [le seul député de l'UKIP] restent dans le parti et que le NEC décide que Steven Woolfe ne peut pas se présenter à la tête, je quitterai Ukip ».
Banks s'est dit sceptiques à l'égard des capacités de Paul Nuttall à diriger l'UKIP.
Banks a dit que Leave.EU continuerait de faire campagne, en tant que « Momentum » de droite, pour veiller à ce que les politiciens ne renient pas leur engagement de quitter l'UE.

Banks a envisagé de créer et financer un mouvement qu'il aurait baptisé "Patriotic Alliance", inspiré du Mouvement cinq étoiles italien ; Banks présentait ce mouvement comme citoyen, non partisan et pro-Brexit qui ciblerait "les 200 députés les pires et les plus corrompus " pour une dés-élection.
Il a annoncé qu'il utiliserait la base de soutien de Leave.EU pour renverser les députés conservateurs qui, selon lui, ne sont pas engagés dans un Brexit dur.

### Soutien raté à Winston Peters en Nouvelle-Zélande
En 2020, Banks passe six mois à Auckland, en Nouvelle-Zélande où il avait précédemment exprimé un vif soutien au chef du parti nationaliste néo-zélandais Winston Peters.
Alors que Banks est en théorie bloqué par le verrouillage du pays à partir de mars 2020 contre la Pandémie de Covid-19, il est reproché à Winston Peters d'avoir, en tant que vice-Premier ministre et ministre des Affaires étrangères, usé de son influence ministérielle et de son personnel (financé par les contribuables) pour gracieusement fournir une « assistance consulaire » mise à disposition de l'un des "Bad Boys of Brexit" pour faciliter ses déplacements dans le pays, et ce, un mois avant de se "moquer" des allégations selon lesquelles Banks serait venu aider la campagne de « NZ First ». Peters a répondu que fournir une assistance consulaire faisait partie de son rôle. Des courriels obtenus en vertu de la loi sur l'information officielle ont montré qu'Arron Banks a demandé à Peters de l'aide pour obtenir un visa de transit pour Melbourne en Australie le 16 juin où Banks voulait se rendre. Banks a émis l'idée de venir vivre dans le pays et s'est dit confiant dans une victoire des nationalistes. Mais Peters et son équipe ont perdu tous leurs sièges. C'est finalement une femme du Parti travailliste, femme dont ils s'étaient moqués en la traitant de Jacinderella et d'Ugly Sisters, qui a été élue à la tête du pays en 2020 : Jacinda Ardern, avec le meilleur score depuis 1946 (plus de 50 % des voix et la majorité absolue des sièges, une situation jamais vue depuis la représentation proportionnelle-mixte instaurée en 1996).

## Soupçons de collusion avec la Russie, et liens avec la campagne de Donald Trump
Andy Wigmore (partenaire très proche de Banks, se désignant lui-même comme ayant la fonction de « provocateur »), dit que c'est lui qui a rapproché Banks de l'ambassade de Russie pour permettre à son épouse (russe) de mieux s'intégrer dans la diaspora russe. Il dit aussi que la réputation d'agent russe de Banks vient d'un document du Conseil de l'Atlantique nord rédigé aux États-Unis relatif à l'influence de la Russie dans l'Union européenne et les États européens. Ce rapport évoque notamment Nigel Farage, Arron Banks, Douglas Carswell et d'autres personnes supposées proches de la Russie ou manipulés par elle. Lors d'une conférence de presse les auteurs ont cité Arron Banks comme possible agent russe ou homme d'influence contrôlé par le Kremlin (cheval de Troie du Kremlin),.
À partir de septembre 2015, Banks (avec Wigmore) a eu plusieurs réunions avec des responsables russes en poste à l'ambassade de Russie à Londres. En novembre 2015, Alexander Yakovenko, l'ambassadeur de Russie, a présenté Banks à un homme d'affaires russe (mi-2018, Banks dit avoir oublié son nom mais se souvient qu'il avait « six mines d'or russes qu'il pensait intéressantes à consolider »), et la rencontre a été suivi par plusieurs propositions commerciales faites par des Russes,. Banks a eu la possibilité d'investir dans des mines d'or appartenant à la Russie ; L'accord impliquait un financement d'une banque publique russe et a été annoncé 12 jours après le référendum sur le Brexit. Selon Banks, sur les conseils de Lord Guthrie (directeur non exécutif de l'une des plus grandes mines d'or cotées à Londres) puis de Peter Hambro (PDG de la plus grande société productrice d'or russe cotée à la Bourse de Londres : « Petropavlovsk plc. », anciennement « Peter Hambro Mining »), il n'a finalement pas investi dans ces projets.
Durant deux ans, Banks a affirmé que ses seuls contacts avec le gouvernement russe consistaient en un « déjeuner alcoolisé » avec l'ambassadeur. Après que The Observer ait rapporté qu'il avait eu plusieurs réunions au cours desquelles on lui avait proposé des affaires lucratives, Banks a reconnu lors d'une enquête parlementaire qu'il avait eu « deux ou trois » réunions. En juillet 2018, il a finalement dit au New York Times, qu'il y avait eu en fait une quatrième réunion.
L'observateur a eu accès à des éléments suggérant que l'équipe de campagne de Leave.EU a en réalité rencontré des représentants de l'ambassade de Russie jusqu'à 11 fois avant le référendum sur l'UE et aussi dans les deux mois qui ont suivi.

Selon Banks, ce serait un peu par hasard qu'il a rencontré Donald Trump le 12 novembre 2016, deux jours après son élection, avec Nigel G_Farage et Andy Wigmore : ils se seraient retrouvés enfermés dans la Trump Tower en raison d'une manifestation à l'extérieur, puis se seraient retrouvés dans le bureau de Kellyanne Conway, qui leur aurait proposé de rencontrer Trump (ce qu'ils ont fait durant « une belle heure et demie ») ; il s'est fait photographier devant les portes en or de l'ascenseur de Trump, avec Gerry Gunster (stratège américain du sondage, qui sera embauché par la campagne Leave.EU) ; Nigel Farage (de l'Ukip, grand admirateur de Donald Trump et premier politicien étranger rencontrer Trump élu président ; Andy Wigmore (conseiller en communication de Banks) et Raheem Kassam (ancien chef de cabinet de Farage et déjà lié à Trump pour avoir travaillé plusieurs années avec Steve Bannon (Kassam est d'ailleurs rédacteur en chef de la version de Breitbart au Royaume-Uni, dirigée par Bannon aux États-Unis). À son retour à Londres, Banks a déjeuné avec l'ambassadeur de Russie, discutant de la rencontre avec Trump, et lui donnant le numéro de téléphone de Kellyanne Conway (de l'équipe de transition de Trump).
Banks est interrogé par une commission d'élus à propos d'éventuels financements étrangers (russes notamment) de Leave.EU. Il leur dit qu'il faudrait aussi interroger le chef de la campagne Remain (contre le Brexit), George Osborne. Osborne est ancien chancelier de l'Échiquier (de 2010 à 2016 sous la direction de David Cameron), et rédacteur en chef de l'Evening Standard. Il a en 2017 été embauché par le think tank de BlackRock, « BlackRock Investment Institute ». Selon Banks, qui n'apporte pas de preuves, Osborne « travaille pour un oligarque de Poutine à Londres ». L'ami et directeur de campagne de Banks, Andy Wigmore (qui a aussi été aussi représentant du Belize à Londres), a affirmé que lors de ces réunions avec des russes, il a évoqué les souvenirs de son enfance à Berlin et cherchait (« avec Lord Michael Ashcroft, qui était impliqué dans cette affaire ») « quelqu'un pour investir dans le port appartenant à sa banque, qui avait fait faillite. Nous essayions de convaincre certains investisseurs russes de le faire ».

## Banks, intelligence artificielle et «Dauphins du Big Data»
Arron Banks disposait déjà dans ses locaux de Bristol d'une équipe spécialisée en intelligence artificielle et big data, dédié à ses propres sociétés d'assurances. Il a dit mi-juin 2018 : « la plupart des compagnies d'assurance au Royaume-Uni déploient l'intelligence artificielle, l'apprentissage automatique et diverses analyses de données volumineuses (...) si ce n'est pas le cas, elles seront en faillite dans un an ou deux ».
En octobre 2017 Wigmore, l'associé de Banks décrit avec enthousiasme au Dr Emma Briant une nouvelle société de A. Banks, baptisée Big Data Dolphins: « Nous avons lancé une opération à l'Université Ole Miss dans le Mississippi, qui est un centre d'intelligence artificielle dans le monde ». « Cela dure depuis neuf mois. Nous testons depuis 12 mois maintenant, nous testons toutes les assurances (...) et c'est extraordinaire ».
Mi-2018 Wigmore se dédit devant une commission parlementaire d'enquête, disant qu'il avait eu tort de dire cela, et A. Banks dit que Wigmore a confondu ce projet avec le travail fait par le groupe de data scientists de Bristol, et il affirme à Brendan O'Hara et à d'autres parlementaires anglais que le projet est encore en préparation : Selon Banks tout a commencé avec une discussion sur l'analyse de données avec le gouverneur du Mississippi (Phil Bryant, rencontré à la Convention nationale républicaine, dans le Mississippi (le 18 juillet 2016, et donc après le Brexit). Celui-ci lui aurait proposé de lancer un projet, au moins en partie au Mississippi. Banks et Nigel Farage ont ensuite invités à Jackson au Missippi, où N. Farage a prononcé un discours pour Trump lors d'un rassemblement électoral, et où les discussions se sont précisées.
La société « Big Data Dolphins » a été créé fin 2016 (statuts déposés le 16 décembre 2016, sous 2 libellés de raison sociale : 62012 - Business and domestic software development ; et 63110 - Data processing, hosting and related activities).
Big Data Dolphins est (selon Banks, mi-2018) sa propriété à 100%, mais selon le registre anglais du commerce, Banks dirige l'entreprise, mais les parts de l'entreprise se répartissent comme suit : « Deep DD limited » (91 parts), Steven Perkins (3 parts), David Taylor (3 parts), Ayshea Khadim (3 parts), tous basés Lysander House à Bristol, cette répartition ayant été confirmée le 15 décembre 2017. Selon ce même registre, domiciliée à Bristol, Big Data Dolphins est dirigée d'Angleterre par Alison Marshall (née Roper) et Elizabeth Bilney (née Murphy) ; avec, selon Banks l'idée de créer une intelligence artificielle dédiée au Big data du secteur de l'assurance, en lien avec FinTech (que Banks présente comme « l'université de l'Assurance »). Selon Banks, « le plan était de prendre certains des concepts que nous avions au Royaume-Uni, de les présenter à l'Université du Mississippi et d'embaucher des diplômés et différentes personnes de ce genre pour travailler sur notre projet de big data d'assurance (...) l'intelligence artificielle peut être utilisée de telle manière que vous puissiez savoir si quelqu'un est susceptible de renouveler une police en fonction de son profil psychologique. Il y a toutes sortes de choses que vous pouvez apprendre des données en utilisant l'intelligence artificielle qui sont utiles pour le secteur de l'assurance ». Arron Banks reconnait que le projet se serait intéressé aux données de Facebook, ne serait-ce que parce que déjà au Royaume-Uni Facebook lui-même s'était associé à Admiral « pour voir comment récupérer les données Facebook et comment les utiliser dans le secteur de l'assurance ». Et Brendan O'Hara note (mi-2018) que début juin 2018 « Lors de son témoignage devant le tribunal du Mississippi (...) on a demandé à Vanessa Sena dans quelles circonstances Eldon avait déjà récupéré des données personnelles sur Facebook et ainsi de suite, et elle a dit qu'elle ne l'avait pas fait. «Aucune des deux entreprises ne l'a fait?» et elle a répondu: «Ni l'un ni l'autre. C'est illégal, donc nous ne le ferions pas pour cette raison », mais j'ai pourtant un e-mail du 15 octobre dans lequel, encore une fois, il est tout à fait clair que« nous aimerions acquérir des masses de données et nous prévoyons d'utiliser des logiciels nous avons acheté pour récupérer les données des médias sociaux, les profils Facebook de nos clients pour commencer et cela cadrerait bien avec ce que l'on attend du Mississippi ».
Toujours selon Banks, le bail du bureau du Mississippi n'a été signé qu'en mai 2018, et il était encore vide après un an de retard du projet. Selon Wigmore, ce retard est dû aux « diverses échappatoires juridiques que vous devez prendre en travaillant avec le Mississippi et en créant une entreprise aux États-Unis » et selon Banks, l'Université risque d'abandonner le projet à cause des appels qu'elle a reçus de journaux à la suite des annonces fausses de Wigmore.
Selon le registre anglais du commerce, la société a été un temps « compagnie dormante » puis a été officiellement déclarée auto-dissoute le 29 septembre 2020

## Menaces voilées contre Greta Thunberg?
En août 2019, Banks a été critiquée par deux députés travaillistes (Tonia Antoniazzi et David Lammy) après un tweet relatif à Greta Thunberg, émis alors qu'elle entamait un voyage de deux semaines dans un yacht dit « zéro carbone ». Banks avait tweeté : « Freak yachting accidents do happen in August » (« Des accidents de yachting bizarres se produisent en août »).
Tanja Bueltmann, fondatrice de la campagne EU Citizens' Champion campaign a aussi vivement critiqué ce tweet. Banks a répondu qu'il avait lancé le tweet parce qu'il aimait regarder l'indignation, déclarant plus tard que c'était une blague : "Évidemment, je n'espère pas qu'elle ait un accident de yachting anormal. J'apprécie juste de voir la foule ridicule après le prochain outrage sur tweeter".

## Livre:Les mauvais garçons du Brexit
Banks fait publier un livre de 2016 qui joue de son image de mauvais-garçon. Intitulé The Bad Boys of Brexit : Tales of Mischief, Mayhem & Guerrilla Warfare in the EU Referendum Campaign (Les mauvais garçons du Brexit : récits de méfaits, de chaos et de guérilla dans la campagne référendaire de l'UE '), il a été rédigé dans le style d'un journal intime par une journaliste politique connue pour être pro-Brexit depuis longtemps : Isabel Oakeshott a été engagée l'été 2016 pour cette description des Bad Boys of Brexit,. Isabel Oakeshott est ancienne rédactrice politique du Sunday Times, mais aussi l'épouse de l'homme d'affaires et politicien Richard James Sunley Tice, cofondateur avec Banks de Leave.EU, devenu depuis (en 2021) leader du parti Reform UK, parti créé en février 2019 pour s'assurer que le Royaume-Uni sortirait bien et rapidement de l'Union européenne. Le livre, écrit en 10 semaines seulement a été publié à la hâte avec en première page une histoire erronée d'un photographe envoyé pour attraper Nigel Farage nu dans un sauna, mais il a selon Carole Cadwalladr aidé construire le story telling de Banks et à cimenter nombre de ses affirmations contestées par le groupe rival Vote Leave désigné par la commission électorale pour jouer le rôle central du camp des pro-Brexit durant toute la campagne référendaire.
Isabel Oakeshott dit avoir eu accès (par Banks et son bras droit Andy Wigmore) « à toute leur délicieuse base de données de courrier électronique, ainsi qu'à tous leurs enregistrements de messages texte » pour l'aider à écrire le livre. Elle a dit avoir ainsi appris fin 2017 de courriels (provenant de Banks lui-même) que ce dernier était lié à des responsables et hommes d'affaires russes,. « J'ai toujours eu l'intention de publier ces informations » a-t-elle affirmé à ceux qui lui ont reproché d'avoir gardé cette information secrète, mais selon elle, cette information était contenu dans des fichiers numériques ou des documents papier qu'elle n'avait pas pris le temps de lire à l'époque et laissés « dans la poussière de mon grenier ». Elle n'aurait pris conscience de leur signification que fin 2017, en revisitant ce matériel pour un autre livre coécrit cette fois avec Ashcroft sur le financement de la Défense anglaise.
Oakeshott a finalement contacté la journaliste Carole Cadwalladr (devenue l'une des spécialistes, primée, des enquêtes sur le sujet du Brexit et de l'après-Brexit, pour l'Observer et The Guardian notamment), après que Cadwalladr l'ait informé qu'en collaboration avec un journaliste indépendant (Peter Jukes), elle avait, obtenu une partie de ce matériel et qu'elle avait l'intention de le publier. Oakeshott a semblé d'abord vouloir coopérer avec l'Observer, puis le 10 juin au soir, elle a publié un contre-feu dans le Sunday Times, en changeant de version : cette fois, elle affirme que ces e-mails viennent d'une personne ayant piraté son compte dans le cloud (d'autres ont suggéré que The Guardian et l'Observer auraient pu le faire, ce que ces journaux ont contesté, affirmant que leurs « reporters ont eu accès à des documents soutenant ces graves allégations conformément aux pratiques journalistiques normales. Nous avons fait preuve d'une diligence raisonnable approfondie et avons des preuves documentaires et verbales à l'appui de nos rapports. Ceux qui sont au cœur de cette histoire doivent répondre à des questions importantes sur les personnes qu'ils ont rencontrées, quand, et pourquoi ils n'ont pas jugé bon de déclarer quoi que ce soit jusqu'à ce qu'ils soient contactés par l'Observer le vendredi 8 juin 2018 ». Oakeshott a déclaré être restée en contact avec Banks et Wigmore. The Guardian note à ce moment, qu'Oakeshott elle-même avait déjà été en situation de tisser des liens avec les services de sécurité russes car son dernier livre majeur était une biographie de David Cameron (titrée Call Me Dave, déjà coécrite avec donateur conservateur Lord Ashcroft et sérialisée durant plusieurs jours dans le Daily Mail). En effet, dans ce livre, Oakeshott et Ashcroft (qui se connaissent depuis longtemps) racontent avoir cherché à rencontrer des membres « actuels du Kremlin et du KGB » afin d'obtenir des données sur le Premier ministre de l'époque. Ils auraient été convoqués dans un hôtel cinq étoiles des rives de la mer Noire, dans la station balnéaire de Sotchi pour rencontrer une « source de très haut niveau » et ont ensuite obtenu des rendez vous avec des parlementaires russe.

## Les sites Internet de Banks
Banks a beaucoup investi les réseaux sociaux utilisés comme réseaux d'influence, tant pour ses affaires que pour son activisme politique. Il a notamment créé et/ou soutenu financièrement les réseaux suivants :

### Site deLeave.EU
Il est créé pour soutenir le Brexit et veiller à sa réalisation.
En 2021, paradoxalement, après s'être battu pour faire advenir le Brexit, Banks et Wigmore délocalisent à Waterford en Irlande le siège social de leur propre site internet, afin, selon eux, de conserver un nom de domaine se terminant par ".eu" (qui ne sera plus autorisé au Royaume-Uni, à la suite du Brexit).

### LibLabCon.com
LibLabCon.com est un site Web satirique se moquant des trois grands partis établis. Il a été généreusement subventionné par Arron Banks.
Ce site Internet diffuse des blagues et satires, par exemple sur le traitement réservé aux religieux par les conservateurs, affirmant que Chuka Umunna était « le principal porte-parole du Labour pour le tokenisme ».
Il décrit Amnesty International comme une organisation qui soutient « des idiots à grande gueule enchaînés à un radiateur ».

### Westmonster
Le 19 janvier 2017 (un jour avant l'investiture de Donald Trump comme 45e président des États-Unis), Banks a lancé Westmonster aux côtés de Michael Heaver, ancien conseiller de presse de Nigel Farage,. Ce titre évoque le mot Westiminster et s'inspire des sites Web de la droite américains tels que Breitbart News ou Drudge Report ; il se présente comme « pro-Brexit, pro-Farage, pro-Trump, anti-établissement, anti-frontières ouvertes, anti-corporatisme »,. En quelques heures, dans la matinée du 19 janvier, le compte Twitter de Westmonster avait gagné plus de 2 500 abonnés.
Les propriétaires officiels du site sont l'éditeur Heaver (50 % des parts), et « Better for the Country Ltd. », la société qui dirigeait Leave.EU (l'une des deux principales campagnes pro-Brexit, affiliée à Nigel Farage) et qui est dirigée par Elizabeth Bilney (directrice générale de Leave.EU). « Better for the Country Ltd. » est d'ailleurs l'adresse à laquelle a été enregistrée Westmonster.
Le message de bienvenue de Westmonster est que l'establishment politique a « pris une sacrée raclée en 2016, et qu'elle pourrait être encore plus grande en 2017 ». Pour le rédacteur en chef de BBC News (Amol Rajan) le lancement de ce site semble indiquer que les médias anti-establishment ayant aidé Trump à prendre le pouvoir outre-atlantique arrivent aussi au Royaume-Uni.
Bien que ce site Web soit surtout un agrégateur de nouvelles apparenté au Drudge Report, Westmonster prévoit de publier un contenu original, et d'obtenir le soutien de célébrités et de députés d'arrière-ban. Les premières contributions incluent un papier de Nigel Farage déclarant que l'establishment politique du Royaume-Uni ne s'est pas éveillé aux mouvements populistes européens, et des articles montrant le soutien de la majorité britannique à une interdiction de la burqa et critiquant les remoaners qui « tentent de renverser la volonté du peuple » (nota : Remoaner est un mot inventé durant la campagne pro-Brexit, un mot valise associant Remainer et moan, qui désigne péjorativement, et généralement « pour étouffer le débat », « quiconque n'est pas expressément en faveur de la sortie de la Grande-Bretagne de l'Union européenne, comme cela a été décidé par du référendum de juin 2016 » ; il désigne aussi toute personne qui soulèverait des inquiétudes quant aux éventuels impacts négatifs du Brexit),.

## Vie privée
À 21 ans, Banks a épousé sa première femme, Caroline. Ils ont deux filles.
Il divorce après dix ans puis épouse en 2001 la Russe Ekaterina Paderina (dite Katia), mère de trois autres enfants,. Paderina aurait été aidée pour rester au Royaume-Uni par Mike Hancock alors député qui ont la double nationalité (anglaise et russe). 
Banks, connu pour être provocateur, devient ainsi le beau-fils d'un homme d'État russe (et sa femme utilise le no 007 dans son adresse de courriel, et la plaque de la Range Rover familiale affichait MI5 SPY selon Dominic Kennedy du journal The Telegraph.
En 2014, Banks auraient vécu dans le village de Tockington près de Bristol dans une maison avec un "énorme" drapeau de l'Union flottant au-dessus de la pelouse, mais il a une autre maison donnant sur une réserve de chasse près de Pretoria en Afrique du Sud.

## Banks diplomate (du Belize)
Banks a été Consul honoraire du Belize à Cardiff, ou pour le Pays de Galles selon Andy Wigmore, lui-même originaire et diplomate du Belize (jusqu'à ce que Boris Johnson, selon lui, lui retire ce statut),.

## Culture populaire
- Banks a été interprété par l'acteur Lee Boardman dans le film (drame) produit par HBO et Channel 4 en 2019 intitulé Brexit: The Uncivil War

,.
- une série télévisée basée sur le journal du référendum Les Bad Boys of Brexit a été évoquée, avec une adaptation qui pourrait se dérouler en six parties, certains évoquant un budget de 10 millions de dollars par épisode (comparable à Game of Thrones). Gerry Gunster, le stratège politique américain que Banks a engagé pour faire voter le Brexit pourrait y travailler[146].